# Young Comic
Young Comic (jap. ヤングコミック, Yangu Komikku) ist ein japanisches Manga-Magazin, das sich an ein junges männliches Publikum richtet und daher zur Seinen-Kategorie gezählt wird.
Das an jedem 10. eines Monats erscheinende Magazin des Verlags Shōnen Gahōsha zählt mit seiner Erstausgabe von 1967 zu den ersten seiner Gattung. 1984 wurde es zunächst eingestellt und dann 1990 in seiner heutigen Form neugestartet.
2010 verkauften sich die Exemplare je etwa 200.000 mal. Beim gleichen Verlag erscheinen die Schwestermagazine Young King (seit 1982), Young Comic Cherry (seit 2013) und Young King Ours.